# Dystrybutor olejowy
Dystrybutor olejowy – urządzenie przeznaczone do dystrybucji oleju niskiej, średniej lub wysokiej lepkości. Używany do napełniania lub uzupełniania różnego rodzaju olejów. Dystrybutory olejowe dzielimy je na: stacjonarne, przenośne i ręczne. Dystrybutory stacjonarne do działania wymagają stałego podłączenia do sieci sprężonego powietrza. Dystrybutory przenośne naładowane są sprężonym powietrzem (którego ciśnienie zazwyczaj wynosi od 5 do 10 barów) i do prawidłowego działania nie muszą być stale połączone z siecią sprężonego powietrza, co sprawia, że są w pełni samodzielne. Dystrybutory ręczne natomiast, do działania wymagają pracy mięśni, poprzez użycie pompy ręcznej.